# تودتمووس
تودتمووس (به آلمانی: Todtmoos) یک شهر در آلمان است که در Waldshut واقع شده‌است. تودتمووس ۲٬۰۵۲ نفر جمعیت دارد.